# Вспененный меламин
Вспененный меламин или «меламиновая губка» — вспененный пластик на основе полимера меламин-формальдегидной смолы.
Данный пеноматериал производится в Германии компанией BASF под торговой маркой «Basotect». Материал на протяжении более чем 20 лет используется для теплоизоляции труб и воздуховодов и продолжительное время используется как звукоизоляционный материал для студий, павильонов, аудиторий и иных помещений. Материал не поддерживает горение.
Материал также используется Procter & Gamble для производства меламиновой губки Mr. Clean Magic Eraser, а также других подобных чистящих средств.
Материал также используется в качестве основного звуко- и теплоизоляционного материала для сверхскоростных поездов, из-за своей высокой степени поглощения звука, отличных теплоизоляционных свойств и низкого веса.

## Чистящее средство (меламиновая губка)
В начале XXI века было открыто новое свойство вспененного меламина — хорошие чистящие свойства, за счёт абразивного эффекта. Материал представляет собой пену с открытыми ячейками, являющуюся микропористой и очень твёрдой на микроуровне. При использовании в качестве чистящего средства, она работает подобно мелкой наждачной бумаге, попадая в самые мелкие неровности на очищаемой поверхности.
Слегка смоченная водой, меламиновая губка начинает скользить по очищаемой поверхности, захватывая различные загрязнения. К примеру, она может удалить следы карандашей, перманентных маркеров, чернил со стен, мебели, пластиковых поверхностей. Если очищаемая поверхность не является достаточно твёрдой, то она может быть относительно легко поцарапана меламиновой губкой, как, например, лакокрасочное покрытие автомобилей, глянцевые пластиковые поверхности бытовой техники и электроники. Меламиновая губка стирается подобно ластику и может оставлять небольшие частицы на очищаемой поверхности, которые легко смываются водой.